# صادقلو (زهرا السفلى)
صادقلو (بالفارسية: صادقلو) هي قرية تقع في إيران في Zahray-ye Pain Rural District.